# Panicum laevinode
Panicum laevinode är en gräsart som beskrevs av John Lindley. Panicum laevinode ingår i släktet vipphirser, och familjen gräs. Inga underarter finns listade i Catalogue of Life.